# Matz Mjörnheim
Matz Mjörnheim, Mats Rustan Harald Mjörnheim, född 5 september 1959 i Göteborg, är en svensk musiker (trumslagare). Som musiker var han medlem i musikgrupperna Confession, Kyrkstöt och vatten. Numera (2018) arbetar han som samtalsterapeut. Han är bror till gitarristen Håkan Mjörnheim.